# Маняк, Веслав
Веслав Ян Маняк (пол. Wiesław Jan Maniak; 22 мая 1938, Львов, Львовское воеводство, Польша — 28 июня 1982, Курчатов, Курская область) — польский легкоатлет, выступавший в беге на короткие дистанции. Серебряный призёр летних Олимпийских игр 1964 года, участник летних Олимпийских игр 1968 года, чемпион Европы 1966 года.

## Биография
Веслав Маняк родился 22 мая 1938 года в польском городе Львов (сейчас на Украине).
Поскольку отец Антоний жил в Ирландии и не вернулся в Польшу после Второй мировой войны, в детстве его воспитывала мать, с которой он жил в Щецине. После этого он перебрался к отцу, жил в Ирландии и Англии. Здесь стал заниматься бегом. Выступал под именем Вик Манинг, выиграл чемпионат Северной Англии в беге на 100 ярдов и завоевал серебро в беге на 220 ярдов.
Отец выступал против занятий сына лёгкой атлетикой, желая, чтобы он продолжил образование, и предложил свои услуги Польской ассоциации лёгкой атлетики.
В 1956 году окончил Щецинскую среднюю школу.
В 1963 году вошёл в группу сильнейших спринтеров Польши. Тренировался под началом Зигмунта Забежовского и Влодзимежа Дружбяка.
Выступал в легкоатлетических соревнованиях за варшавскую «Легию» (1963), «Погонь» из Щецина (1964—1968) и варшавскую «Скру» (1968—1972). Шесть раз становился чемпионом Польши в беге на 100 метров (1965—1967, 1971), беге на 200 метров (1965) и эстафете 4х100 метров (1963). 12 раз был рекордсменом страны в беге на 100 метров, доведя достижение до 10,1 секунды.
В 1964 году вошёл в состав сборной Польши на летних Олимпийских играх в Токио. В беге на 100 метров выиграл забег 1/8 финала с результатом 10,57, занял 2-е место в четвертьфинале (10,35), 2-е место в полуфинале (10,15) и 4-е место в финале (10,42), уступив 0,36 секунды завоевавшему золото с мировым рекордом Бобу Хэйесу из США. В эстафете 4х100 метров сборная Польши, за которую также выступали Анджей Зелиньский, Мариан Фойк и Мариан Дудзяк, заняла 2-е место в четвертьфинале (39,96), 2-е место в полуфинале (39,63) и завоевала серебряную медаль в финале (39,36), уступив 0,3 секунды победившей с мировым рекордом сборной США.
В 1966 году завоевал золотую медаль чемпионата Европы в Будапеште в беге на 100 метров с результатом 10,60.
В 1968 году вошёл в состав сборной Польши на летних Олимпийских играх в Мехико. В беге на 100 метров занял в забеге 1/8 финала 4-е место с результатом 10,49 и уступив 0,02 секунды попавшему в четвертьфинал с 3-го места Канагасабаю Куналану из Сингапура. В эстафете 4х100 метров сборная Польши, за которую также выступали Эдвард Романовский, Зенон Новош и Мариан Дудзяк, заняла 3-е место в четвертьфинале (40,27), 4-е место в полуфинале (38,99) и 8-е место в финале (39,22), уступив 0,98 секунды победившей с мировым рекордом сборной США.
В 1971 году участвовал в чемпионате Европы в Хельсинки. В беге на 100 метров выбыл в четвертьфинале, заняв 5-е место в забеге (10,74).
Был рекордсменом Европы в эстафете 4х100 метров (39,2).
В 1965 и 1967 годах участвовал в финала Кубка Европы.
В 1963—1968 годах 16 раз выступал за сборную Польши в международных матчах, стартовал 30 раз, одержал четыре личных победы.
Окончил Щецинский технологический университет, получив специальность инженера, специалиста по строительству атомных электростанций. В 1975 году также окончил университет физической культуры в Познани, где получил степень магистра физкультуры по специальности «спорт». 
По окончании выступлений работал тренером спринтеров варшавской «Скры».
Трудился в варшавской организации «Энергопол».
Умер 28 июня 1982 года в результате кровоизлияния в мозг в городе Курчатов Курской области во время строительства на АЭС по контракту. Похоронен на Вавжишевском кладбище Варшавы.

## Личные рекорды
- Бег на 100 метров — 10,1 (13 августа 1965, Щецин)[1]
- Бег на 200 метров — 21,1 (14 мая 1967, Щецин)[1]

## Память
В 2002 году в Щецине городской легкоатлетический стадион назван именем Веслава Маняка. В 2018 году здесь установлен памятник ему.
В Щецине проводятся международные соревнования по лёгкой атлетике памяти Веслава Маняка.